# Conductus

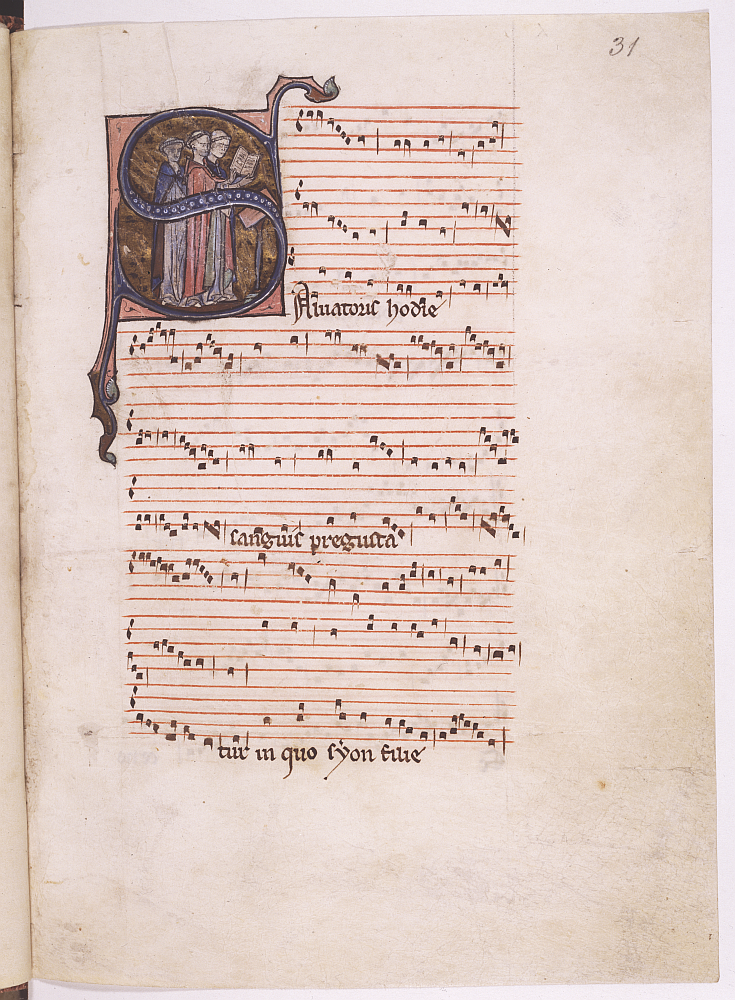
Anfang des Conductus Salvatoris hodie aus der Handschrift W2 der Herzog August Bibliothek

Ein Conductus ist ein Begleitgesang im Discantus-Satz, der neben Organum und Motette zu den wichtigsten Musikgattungen der Musik der Ars Antiqua zählte. Mit einem Conductus wurden Auftritte von handelnden Personen begleitet, zum Beispiel das Herein- oder Herausschreiten geistlicher Würdenträger einer Kirche.
Der Conductus entstand bereits während der St.-Martial-Schule (wo er als versus bezeichnet wurde). Anders als andere Gattungen jener Zeit existierte der Conductus nach der Notre-Dame-Schule als solcher nicht weiter, sondern ging in anderen Musikgattungen auf. Lediglich als Stilmerkmal wurde die Bezeichnung fortgeführt.
Die Texte mit sowohl geistlichem als auch weltlichem Inhalt beruhten auf lateinischen Vorlagen mit ernstem und feierlichen Charakter. Sie hatten die Form mehrstrophiger Gedichte, deren Aufbau bestimmend für die Komposition war.  Der Gesang war ein- oder mehrstimmig, allerdings überwog die Zweistimmigkeit. Meist lag dem Gesang ein Tenor zugrunde, die Stimme ist zumeist syllabisch, konnte am Strophenende aber auch melismatisch sein.
Das Wort leitet sich von den lateinischen Worten Con (von lat. cum, mit) und ductus (von ducere, führen oder leiten, Partizip geführt) ab. Mitgeführt ist die wortbezogene Übersetzung: die Musik begleitet die sie beauftragt habende (und von ihr geehrt werden sollende) Person.

## Belege
1. 1 2 3 4  Karl H. Wörner: Geschichte der Musik. S. 93.
2. ↑  Karl H. Wörner: Geschichte der Musik. S. 90.